# Lugdunum
Lugdunum var en romersk stad som låg där Lyon nu ligger. Lugdunum (Batavorum) kunde också beteckna staden Leiden i Nederländerna.
Ortsnamnet är en latinisering av en keltisk ortnamnsform.